# Lestes silvaticus
Lestes silvaticus – gatunek ważki z rodziny pałątkowatych (Lestidae). Endemit Madagaskaru.